# Kitty Hart-Moxon
Kitty Hart-Moxon (ur. 1 grudnia 1926 w Bielsku) – polsko-angielska pisarka pochodzenia żydowskiego. 

## Biogram
Urodziła się jako Kitty Felix w Bielsku. W 1943 została wysłana do obozu zagłady Auschwitz-Birkenau, gdzie otrzymała numer obozowy 39934. 11 listopada 1944 r. z setkami więźniów została ciężarówkami przewieziona do obozu koncentracyjnego Gross-Rosen, następnie wagonami do Porta Westfalica. Stamtąd wiosną 1945 z matką zostały wysłane do obozu Bergen-Belsen. Po jego wyzwoleniu przez brytyjskich i kanadyjskich żołnierzy 14 kwietnia 1945 z matką przeprowadziła się do Anglii, gdzie wyszła za mąż i poświęciła swoje życie na rzecz podnoszenia świadomości na temat Holokaustu. 
W 2003 została odznaczona Orderem Imperium Brytyjskiego. W 2013 została doktorem honoris causa University of Birmingham.
Napisała dwie autobiografie. 

## Twórczość
- I am Alive (1961)
- Return to Auschwitz (1981)